# Crkva sv. Leonarda u Vrhu Pregradskom
Crkva sv. Leonarda  je rimokatolička crkva u gradu Pregradi, zaštićeno kulturno dobro.

## Opis dobra
Crkva je smještena na brijegu i orijentirana u smjeru sjever-jug. Građena je u 18. st., na mjestu starije kapele, ali je temeljito pregrađivana u 18. i 19. st., kada je i završena. Tlocrt se sastoji od prostora pjevališta, kvadratnog broda i nešto užeg kvadratnog svetišta sa segmentnom apsidom i prigrađenom sakristijom na zapadu. Iznad pročelja uzdiže se zvonik. Kasnobarokna koncepcija prostora, s centraliziranim travejem broda i svetišta uklapa se u stil građenja 1770-ih godina. U obnovi 19. st. zadržane su osnovne značajke prostora, ali su detalji klasicistički izvedeni. Dobro komponirane fasade, kao i izvedba detalja, govore o školovanoj radionici.

## Zaštita
Pod oznakom Z-2364 zavedena je kao nepokretno kulturno dobro - pojedinačno, pravnog statusa zaštićena kulturnog dobra, klasificirano kao "sakralna graditeljska baština".